# Imaginació activa

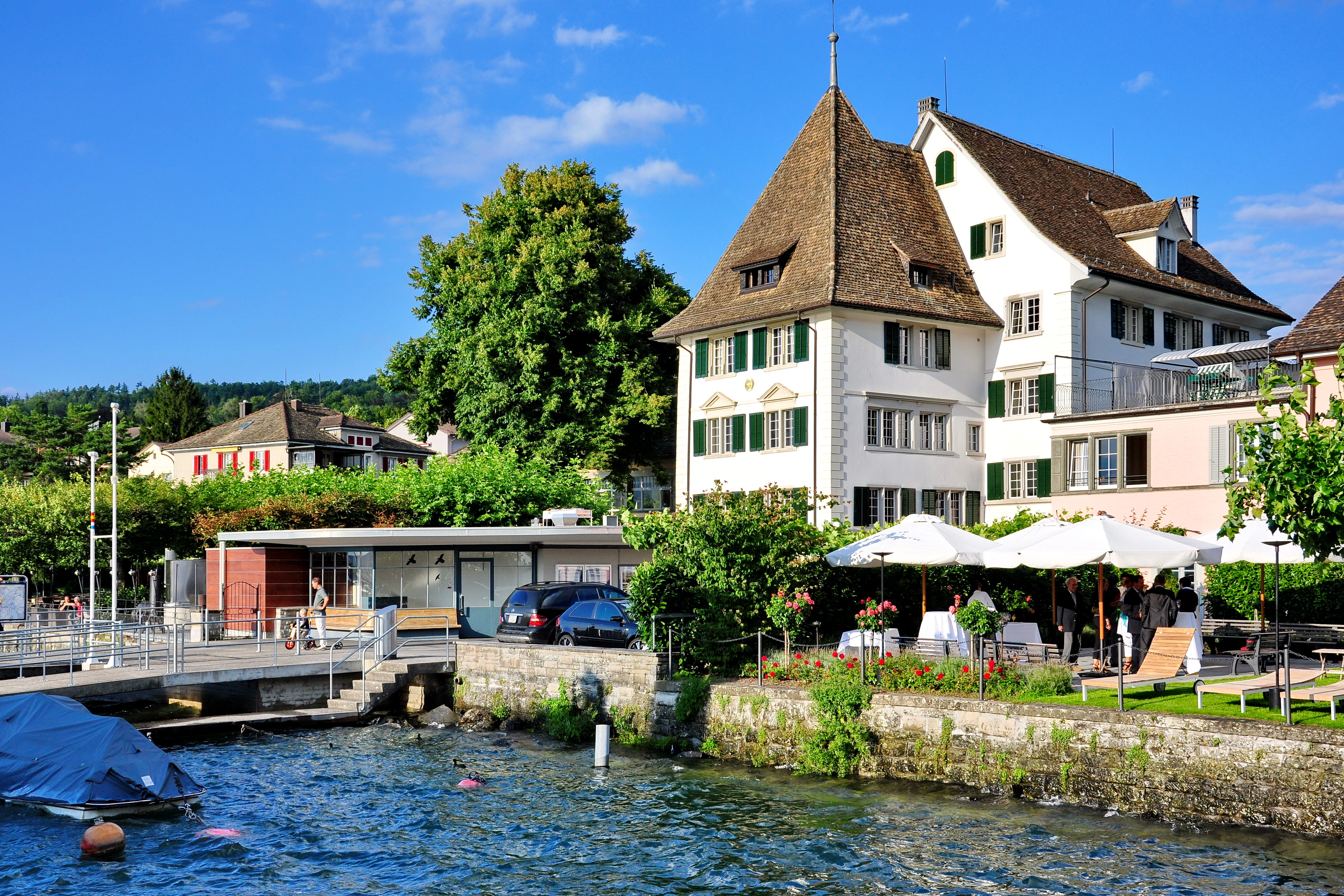
Hotel Sonne, Küsnacht, en què Jung va realitzar un seminari sobre imaginació activa el 1931

La imaginació activa és un mètode psicològic creat pel psiquiatre i psicòleg Carl Gustav Jung en el context de la seua psicologia analítica que tempta d'establir un diàleg actiu en estat de vigília amb l'inconscient.
En estat relaxat, com en trànsit, se centra l'atenció en una imatge (provinent d'un somni, per exemple), i se li interroga sobre el seu origen, significat, etc., com si es tractàs d'una altra persona. Es refereix, per tant, a una interrupció temporal del control de jo, a la immersió en l'inconscient i a l'acurat registre del material que en sorgeix, siga mitjançant la reflexió o alguna forma d'expressió artística.